# Антонов, Евгений Николаевич
Евгений Николаевич Антонов (22 июля 1925, Смоленск — 9 января 2012, Брянск) — советский и российский художник-график. Член Союза журналистов СССР (1962). Член Союза художников СССР (1967; Союза художников России с 1992). Заслуженный работник культуры РСФСР (1984). Заслуженный художник Российской Федерации (2006). 

## Биография
Родился 22 июля 1925 года в городе Смоленске в семье служащих. В возрасте восьми лет в 1933 году вместе со своей семьёй переехал в Брянскую область.
С 1940 года после окончания Брянской средней школы, до 1941 года учился в Брянском ремесленном училище. С 1941 года в начальный период Великой Отечественной войны Е. Н. Антонов был эвакуирован в город Новосибирск, где начал свою трудовую деятельность — токарем на Новосибирском комбинате № 179, выпускавший военную продукцию для фронта. С 1942 года был направлен в Казахскую ССР, где работал  прицепщиком и учеником счетовода. С 1943 года призван в ряды Рабоче-Крестьянской Красной армии и направлен в действующую армию на фронт. Участник Великой Отечественной и Советско-японской войн в составе 1049-го стрелкового полка 300-й стрелковой дивизии, ефрейтор, воевал на Дальневосточного фронта, участник освобождения Маньчжурии, в боях был ранен.
Находясь на передовой, был редактором боевого листка и оформлял наглядную агитацию. В 1944 году Е. Н. Антонов был  участником  выставки армейских художников Первой Краснознаменной Дальневосточной армии. За участие в войне был награждён Орденом Отечественной войны 1-й степени и Медалью «За отвагу».
С 1946 года после демобилизации из рядов Советской армии начал работать художником-оформителем Брянского гарнизонного Дома офицеров. С 1946 года был одним из организаторов и с 1948 по 1951 годы работал — художником художественно-производственной мастерской Брянского областного объединения «Всекохудожник». С 1951 по 1955 годы обучался в Пензенском художественном училище имени К. А. Савицкого, в период учёбы в училище начал работать художником-оформителем в газетах «Брянский комсомолец», «Брянский рабочий» и «Брянские известия», а так же в последующем работал с брянским издательством «Брянский рабочий» и тульским издательством — «Приокским». 
С 1955 по 1961 годы обучался на художественно-графическом факультете Московского полиграфического института, после окончания которого получил специализацию художника-графика и оформителя. С 1961 по 1968 годы работал художником, с 1968 по 2009 годы — директором Брянских художественно-производственных мастерских.
С 1947 года Е. Н. Антонов был постоянным участником республиканских, всероссийских и всесоюзных художественных выставок: Всесоюзные выставки — «Всесоюзная выставка народного изобразительного искусства» (1948), «На страже мира» (1965), Вторая Всесоюзная выставка художников-журналистов (1975), «По родной стране» и  VI Всесоюзная выставка эстампа (1981), «СССР — наша родина» (1982), II Всесоюзная выставка рисунка (1984), I Всероссийская выставка станковой графики (1986), II Всесоюзная выставка станковой графики (1987).
Республиканские выставки — «50 лет ВЛКСМ» (1968), «Памятники Отечества в произведениях художников России» и VI Республиканская выставка «Советская Россия» (1980), VII Республиканская выставка «Советская Россия» (1985). Всероссийские выставки — «По родной стране» (1983), Всероссийская выставка эстампа (1984), «Художники России — 850-летию города Москвы» (1997), IX Всероссийская выставка (1999), «55-летие Великой Победы» и «2000-летие Рождества Христова «Имени твоему»» (2000), «Наследие» (2003), «Россия X» (2004), «Россия XI» (2009).
В 1962 году «за активное сотрудничество с газетами «Брянский комсомолец» и «Брянский рабочий», а также с издательствами в оформлении книг местных авторов» Е. Н. Антонову был избран в члены Союза журналистов СССР, в 1967 году избран — членом Союза художников СССР, с 1992 года являлся членом — Союза художников России.
24 октября 1984 года Указом Президиума Верховного Совета РСФСР «За заслуги в области советской культуры и многолетнюю плодотворную работу» Е. Н. Антонову было присвоено почётное звание — Заслуженный работник культуры РСФСР.
15 февраля 2006 года Указом Президента России «За заслуги  в  области  изобразительного  искусства» Е. Н. Антонову было присвоено почётное звание — Заслуженный художник Российской Федерации.
Скончался 9 января 2012 года, похоронен на кладбище Советского района города Брянска.

## Награды
- Орден Отечественной войны I степени (06.04.1985[4])
- Медаль «За отвагу» (30.08.1945[5])
- Медаль «За победу над Германией в Великой Отечественной войне 1941—1945 гг.»
- Медаль «За победу над Японией»

### Звания
- Заслуженный художник Российской Федерации (15.02.2006[7])
- Заслуженный работник культуры РСФСР (24.10.1984[6])

### Премии
- Премия «Серебряная лира» (2002 — «За серию работ, посвященных А. К. Толстому»[1])
- Всероссийская премия имени Ф. И. Тютчева «Русский путь» (2009[1])